# Chiesa della Madonna del Buon Consiglio (Chiusdino)
La chiesa della Madonna del Buon Consiglio è una chiesa cattolica situata a Frosini, nel comune di Chiusdino, in provincia di Siena.

## Storia e descrizione
L'elegante edificio fu costruito per volontà della famiglia Feroni in forme neoclassiche su disegno dell'architetto Gaetano Baccani; presenta un interno coerentemente arredato, dalle pitture agli oggetti liturgici, in uno stile omogeneo: dal pavimento a tarsie di marmo policromato, agli altari, anch'essi di marmo, all'acquasantiera in marmo giallo retta da una colonna rossa con coperchio ligneo decorato a baccellature.
All'altar maggiore, tela con la Madonna col Bambino in gloria (XIX secolo); a quelli laterali, Sinite parvulos e la Visione di San Galgano di Pietro Benvenuti. Una piccola tela raffigurante Santa Teresa è attribuita a Carlo Dolci (XVII secolo).